# Pierre Cartier
Pierre Emile Cartier (Sedan, 10 de junho de 1932 – Marcoussis, 17 de agosto de 2024) foi um matemático francês.

## Carreira
Associado ao Grupo Bourbaki e por algum tempo colega de Alexander Grothendieck, seus interesses passam pela geometria algébrica, teoria de representação, física matemática e teoria das categorias.
Estudou na Escola Normal Superior de Paris. Em 1958 obteve um doutorado na Universidade de Paris, orientado por Henri Cartan e André Weil, com a tese Dérivations et diviseurs en géométrie algébrique. Desde sua tese sobre geometria algébrica trabalhou em diversas áreas da matemática. Ficou conhecido pela introdução do operador de Cartier em geometria algébrica em característica p, e por seu trabalho sobre dualidade de variedades abelianas e sobre grupo formal. 
De 1961 a 1971 foi professor da Universidade de Estrasburgo. Em 1978 recebeu o Prêmio Ampère da Académie des Sciences. Em 2012 tornou-se fellow da American Mathematical Society.
Cartier morreu em 17 de agosto de 2024, aos 92 anos, em Marcoussis.

## Obras
- An introduction to Zeta Functions, in Michel Waldschmidt, Claude Itzykson, Jean-Marc Luck, Pierre Moussa (Editores): Number Theory and Physics, Les Houches 1989, Springer, 1992.
- A mad day's work: from Grothendieck to Connes and Kontsevich. The evolution of concepts of space and symmetry, Bulletin AMS, Volume 38, 2001, p. 389-408, Online
- A primer on Hopf algebras, in Pierre Cartier et.al. Frontiers in Number Theory, Physics and Geometry, Volume 2, Springer Verlag, 2007.